# مسلك

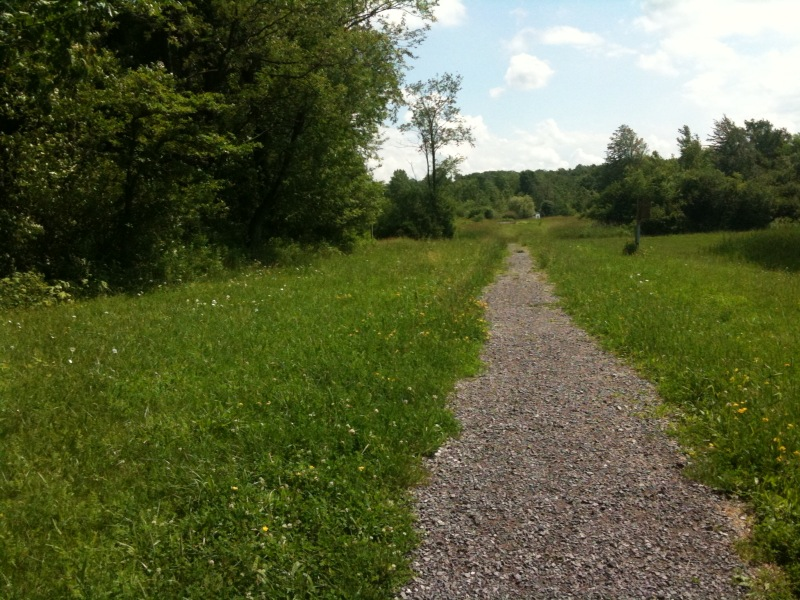
مسار طبيعي في شمال ولاية نيويورك.

المسلك أو الدرب (بالإنجليزية: Trail)‏ هو طريق ذو سطح وعر ممهد أو ترابي/حجري يُستخدم للسفر. ويمكن أن يقتصر استخدام المسارات على المتنزهين، كما أنها في بعض المناطق تكون الطريق الرئيسي الموصل إلى المستوطنات البعيدة. بالإضافة إلى إمكانية استخدام بعض المسارات في المشي لمسافات طويلة أو ركوب الدراجات أو التزلج الريفي، ونادرًا ما تُستخدم في نقل قطعان الماشية والدواب الأخرى.

## الاستخدامات
يشير المسار في الغالب إلى مسار المشي لمسافات طويلة. وكان يُستخدم المصطلح فيما سبق للإشارة إلى الطريق المؤدي إلى أو عبر الأراضي البرية التي استخدمها المهاجرون (مثلاً، مسار أوريجون). في السنوات الأولى من القرن العشرين، كان يُستخدم مصطلح مسار السيارات للإشارة إلى الطريق السريع المحدد بعلامات، كما تُستخدم كلمة مسار حاليًا للإشارة إلى الطرق، بما فيها الطرق السريعة المخصصة لمتعة السياح (مثل، المسارات التاريخية الوطنية وطريق كابوت تريل وطريق كويلت تريل). وقد استخدم المطورون العقاريون والمخططون المدنيون مصطلح مسار للإشارة إلى مجموعة متنوعة من الطرق والطرق السريعة والجادات المرصوفة. ويُستخدم المصطلح بشكل استثنائي في مقاطعة ألبرتا، بكندا؛ حيث تسمى الطرق الحرة متعددة الحارات «مسارات».
في أستراليا، يمكن استخدام مصطلح ممر (track) بالتبادل مع مسار (trail) ويمكنه الإشارة إلى أي شيء بدءًا من الطريق الترابي إلى مسار المشاة غير المرصوف. واكتسب مصطلح المسار شهرة واسعة خلال الحرب العالمية الثانية، عندما تمركز العديد من جنود الولايات المتحدة في أستراليا، والذي ربما أثر على استخدامه من قِبل عناصر في الإعلام الأسترالي في ذلك الوقت (انظر مسار كوكودا).
في نيوزيلندا، يُستخدم مصطلح ممر بشكل حصري تقريبًا فيما عدا عند الإشارة إلى التزلج الريفي.
في المملكة المتحدة، يُستخدم مصطلح مسار، ولكن في الغالب للإشارة إلى طرق المشي لمسافات طويلة في الخلاء والتي تتسم بالسطح الوعر. في إنجلترا وويلز، تُعرف المسارات طويلة المسافة المطورة من قِبل الحكومة باسم المسارات الوطنية. ويُفضل عمومًا استخدام مصطلح ممر المشاة للإشارة إلى طرق المشاة، ولكنه يُستخدم للإشارة إلى المسارات الحضرية وأحيانًا بدلاً من الرصيف، بالإضافة إلى مسارات المسافات الأطول. يُستخدم مصطلح ممر للإشارة إلى الممرات العريضة (عريضة بحيث تتسع لمرور السيارات)، والمستخدمة غالبًا في المشي لمسافات طويلة. هذا بالإضافة إلى أن المصطلحات طريق ركوب الخيل والطريق الجانبي والطريق الجانبي المخصص كلها مصطلحات قانونية معترف بها، كما أنها قيد الاستخدام العام على نطاق أوسع أو أضيق.

## أنواع المسارات واستخداماتها

### مسارات المشي

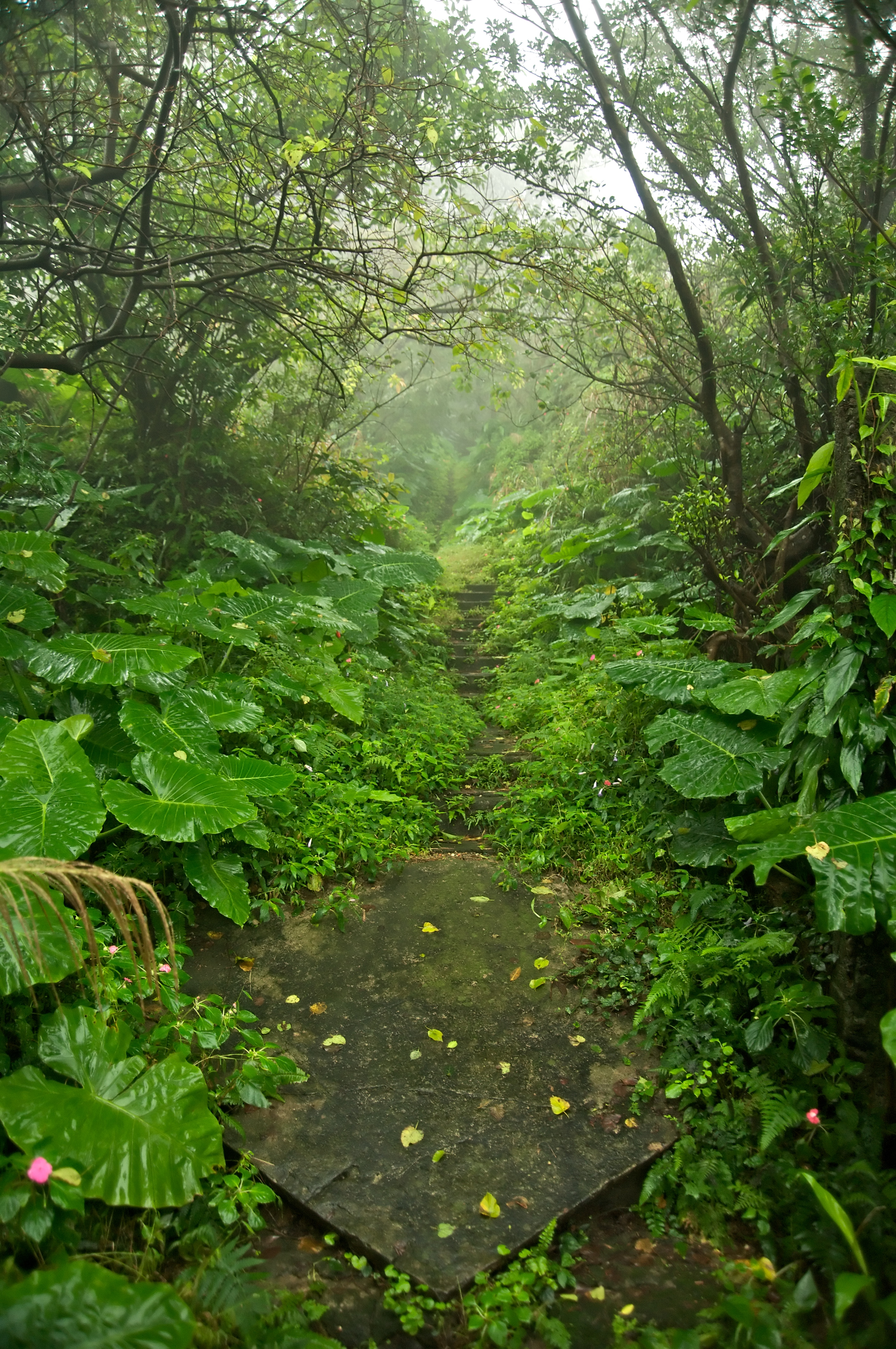
مسار مهجور في منطقة التعدين جنواشين في تايوان

أصبح استخدام المسار شائعًا للغاية لدى مجموعة كبيرة من المستخدمين. وقد خُصصت بعض المسارات كـ مسارات تثقيفية؛ وهي مسارات مصممة خصيصًا لتقديم معلومات عن موضوعات طبيعية أو تكنولوجية أو ثقافية معينة في محطات متعددة على الطريق، ويكون ذلك عادةً من خلال لوحات معلومات و/أو معارض. ومن أمثلة ذلك المسار الطبيعي الذي يستخدمه الأشخاص الذين يدرسون الطبيعة. وهناك العديد من المسارات الأخرى المخصصة كـ مسارات لمدة يوم؛ بمعنى أنه يستخدمها بشكل عام أشخاص يريدون القيام بنزهة قصيرة سيرًا على الأقدام لمدة تقل عن يوم. في حين أن بعض المسارات مخصصة لتكون مسارات السفر بحقيبة على الظهر فقط أو مسارات المسافات الطويلة ويستخدمها كل من المتنزهين لمسافات طويلة ومسافري حقائب الظهر. ويزيد طول بعض المسارات عن (1,000 كم) ويمكن أن يجتازها مسافرو حقائب الظهر على أجزاء أو يستكملونها في رحلة واحدة، وهؤلاء هم المولعون بممارسة هواية المشي لمسافات طويلة. علاوةً على أن بعض المسارات يستخدمها مناصرو الخروج في الخلاء الآخرون حتى يمكنهم الوصول إلى معلم آخر، مثل مواقع تسلق جيدة. ويفضل العديد من العدائين الركض في مسارات بدلاً من الركض على قارعة الطريق؛ حيث تكون ثمرة جهدهم أكبر وتتطور مهارات الرشاقة لديهم بشكل أفضل، هذا بالإضافة إلى الاستمتاع ببيئة جميلة وأكثر بهجةً للنفس لأداء التمارين الرياضية.

#### مسارات الدرج

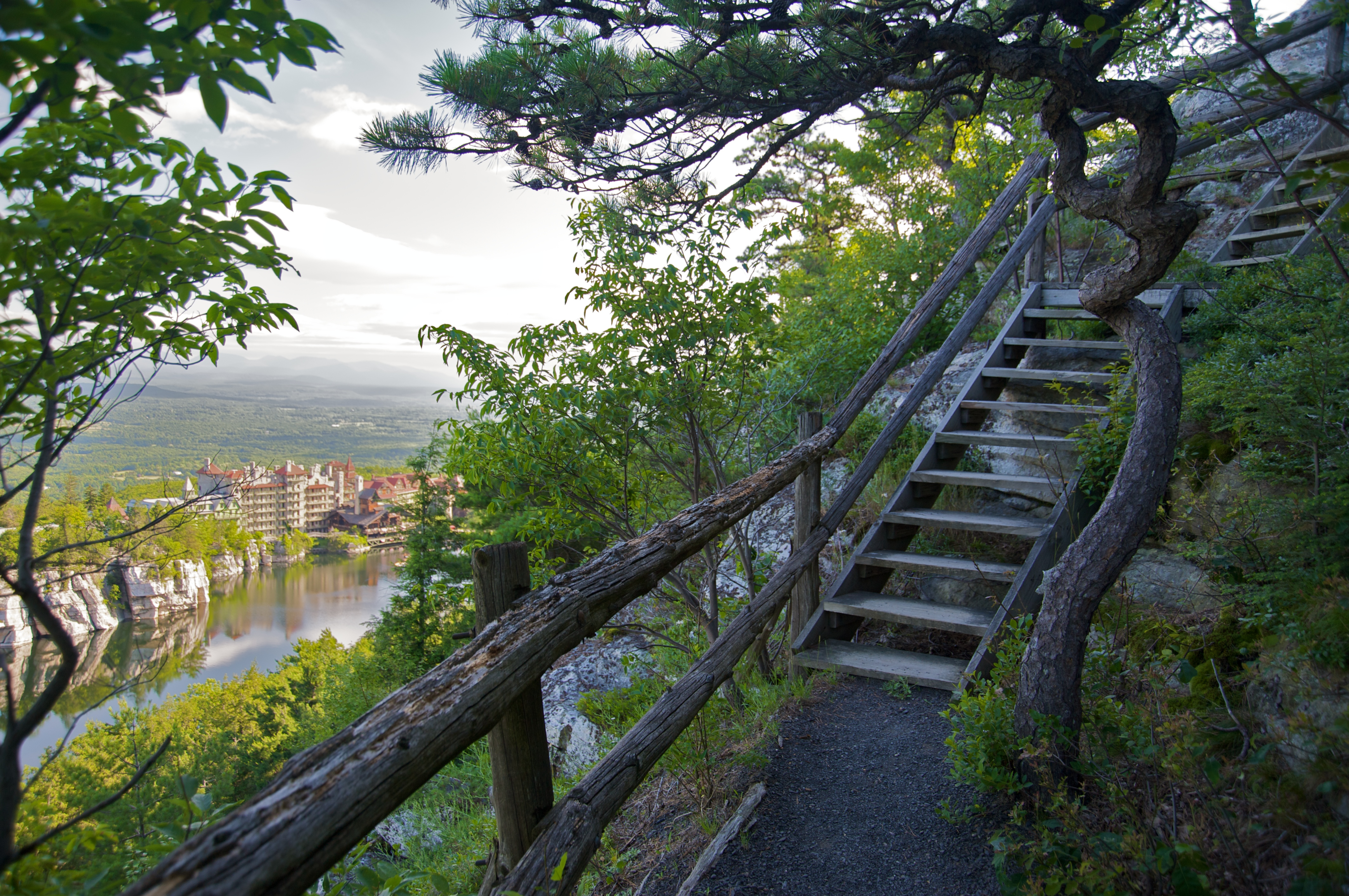
أجزاء من العديد من مسارات المشي لمسافات طويلة في بيت جبل موهونك تضم مسارات درج

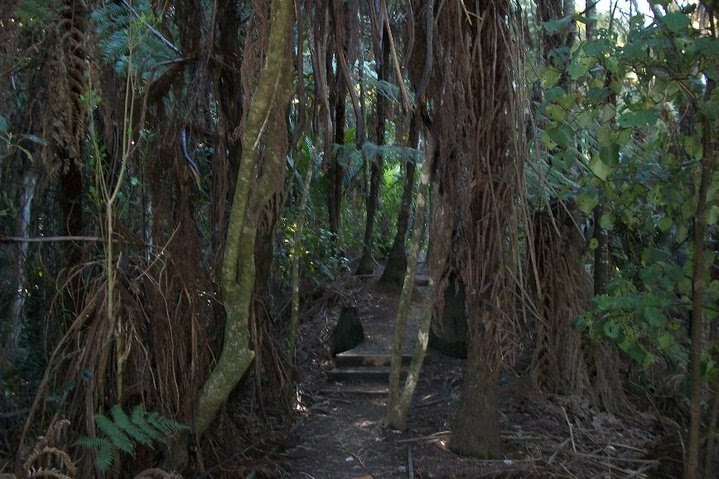
مسار درج خارج كليفيدون، نيوزيلندا.

تعد مسارات الدرج طريقة أخرى لصعود المنحدرات العالية. ويتم تشييد الدرج عن طريق إحداث قطوع في التربة أو الصخور أو الخرسانة. وعادةً ما تكون مسارات الدرج للمشي فقط. وتتضمن مسارات الدرج المشهورة، مسارات الدرج في مرتفعات برنال، شرق - سان فرانسيسكو والدرج في العديد من المعابد الهندوسية المشيدة على رءوس التلال، مثل معبد بالاني موروغان الواقع في تيرومالا، الذي يُستخدم خلال فترة الحج ومدينة ماتشو بيتشو.

### المسارات المخصصة للدراجات
يتناول هذا المقال أحد أنواع الطرق. للاطلاع على المعيار الهندسي للدراجات، انظر هندسة الدراجات والدراجات البخارية.
يمكن تشييد المسارات المخصصة للدراجات أو الممرات مشتركة الاستخدام وفقًا لمجموعة معايير مختلفة عن المسارات المخصصة للمشاة فقط (المسارات أو الطرق الجانبية المخصصة للمشي لمسافات طويلة). ففي بعض الحالات، يتطلب بناء مسارات مخصصة للدراجات تشييد سطح خارجي أقوى وإدخال تغييرات بسيطة على درجة الاستواء والانحدار وزيادة درجة الوضوح وتغييرات مفاجئة قليلة على الاتجاه. وعلى الجانب الآخر، فإن الانحدار العرضي في المسار المخصص للدراجات ربما يكون أكبر بكثير مما هو عليه في المسار المخصص للمشي، كما قد يكون الممر أضيق في بعض الحالات. وتوصي الجمعية الأمريكية لموظفي الطرق السريعة والنقل (The American Association of State Highway and Transportation Officials) بعروض مختلفة لأنواع المرافق المختلفة المخصصة للدراجات. على سبيل المثال، يوصى بتشييد الممر مشترك الاستخدام ذي الاتجاه الواحد بعرض 8 قدم (2.44 م)، بينما ينبغي أن يكون الممر ثنائي الاتجاه أعرض بكثير (10 إلى 12 قدم أو 3.05 إلى 3.66 متر) بحيث يتسع لحركة المرور والمستخدمين في الاتجاهين. وتقدم وزارة النقل الأمريكية إرشادات إضافية عن معايير تخطيط وتصميم المسارات الترفيهية المخصصة للدراجات والمشاة.

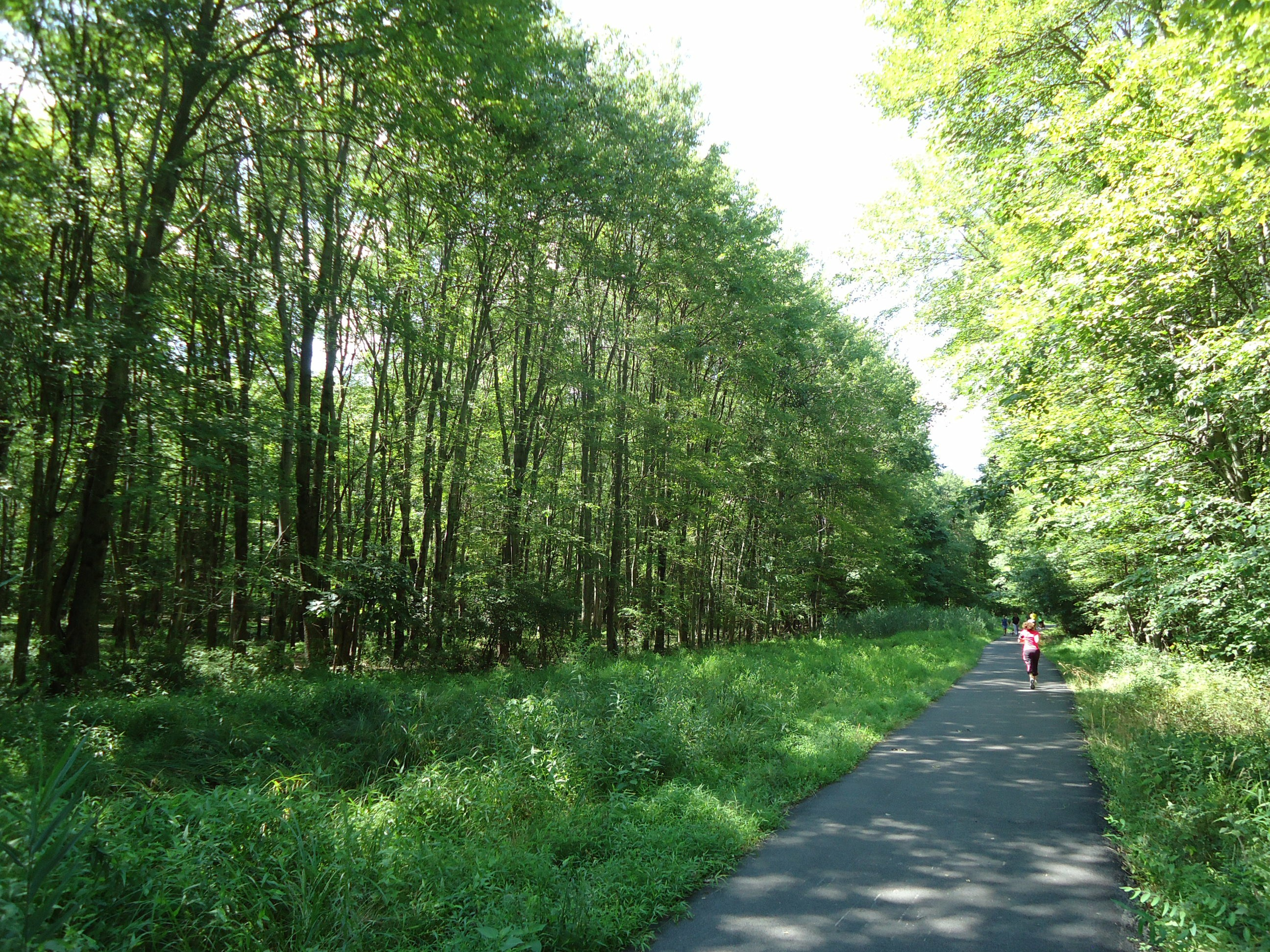
مسار مخصص للدراجات في نيوجيرسي.

قد يؤدي ركوب الدراجات الجبلية إلى تعرية التربة وتدمير المواطن إذا لم يكن في مسارات مشيدة وثابتة. وتنتشر رياضة هبوط المرتفعات بشكل خاص في منتجعات التزلج، مثل جبل ماموث في كاليفورنيا أو منتجع ويسلر بلاك كومب في كولومبيا البريطانية؛ حيث تُستخدم مصاعد التزلج لرفع الدراجات والركاب على قمة الجبل.
نظرًا لأن الدراجات تتطلب درجات شديدة الانحدار أقل من المتنزهين لمسافات طويلة، فقد تتضمن المسارات المخصصة للدراجات العديد من التعرجات الحادة، بينما لا تكون ضرورية للمتنزهين لمسافات طويلة. وفي الحالات التي يستخدم فيها المتنزهون لمسافات طويلة هذه المسارات المخصصة للدراجات، فقد يرغبون في اختصار هذه التعرجات الحادة.
أينما تتقاطع المسارات المخصصة للدراجات مع المسارات المخصصة للمشاة أو ركوب الخيل، فإنه يلزم وضع إشارات عند التقاطعات ولا بد أن تكون واضحة في المسارات المتقاطعة لتجنب حدوث تصادمات بين راكبي الدراجات الذين يتحركون بسرعة والمتنزهين لمسافات طويلة وراكبي الخيل الذين يسيرون ببطء. ويمكن أن تتشارك الدراجات والخيول في المسارات نفسها، وذلك عندما يكون عرض المسار كافيًا ومجال الرؤية فيه جيدًا. وتقدم وزارة النقل الأمريكية معايير وتوجيهات تنظيم المرور، من بينها وضع إشارات والتخطيط للمرافق المخصصة للدراجات.
يقل متوسط درجة الانحدار في الممر (المسار) الترفيهي المخصص للدراجات على الطرق الوعرة والمصمم جيدًا عن 10%، ويكون عمومًا عبارة عن خط منسوب وليس منحدرًا مستقيمًا. وتنحدر المسارات المخصصة للدراجات خارج أو عبر المسار بنسبة 3-5% حتى يتدفق الماء من الجانب بدلاً من المرور وسط المسار. هذا بالإضافة إلى أن تغيير اتجاه المنحدر بشكل متكرر يمنع تدفق الماء عبر المسار؛ مما يجعله أكثر متعة وتسلية لركوب الدراجة فيه، ويساعد عمومًا في الحفاظ على بطء سرعة الدراجات وتقديم تجربة أكثر أمنًا لجميع مستخدمي المسار.

### مسارات ركوب الخيل

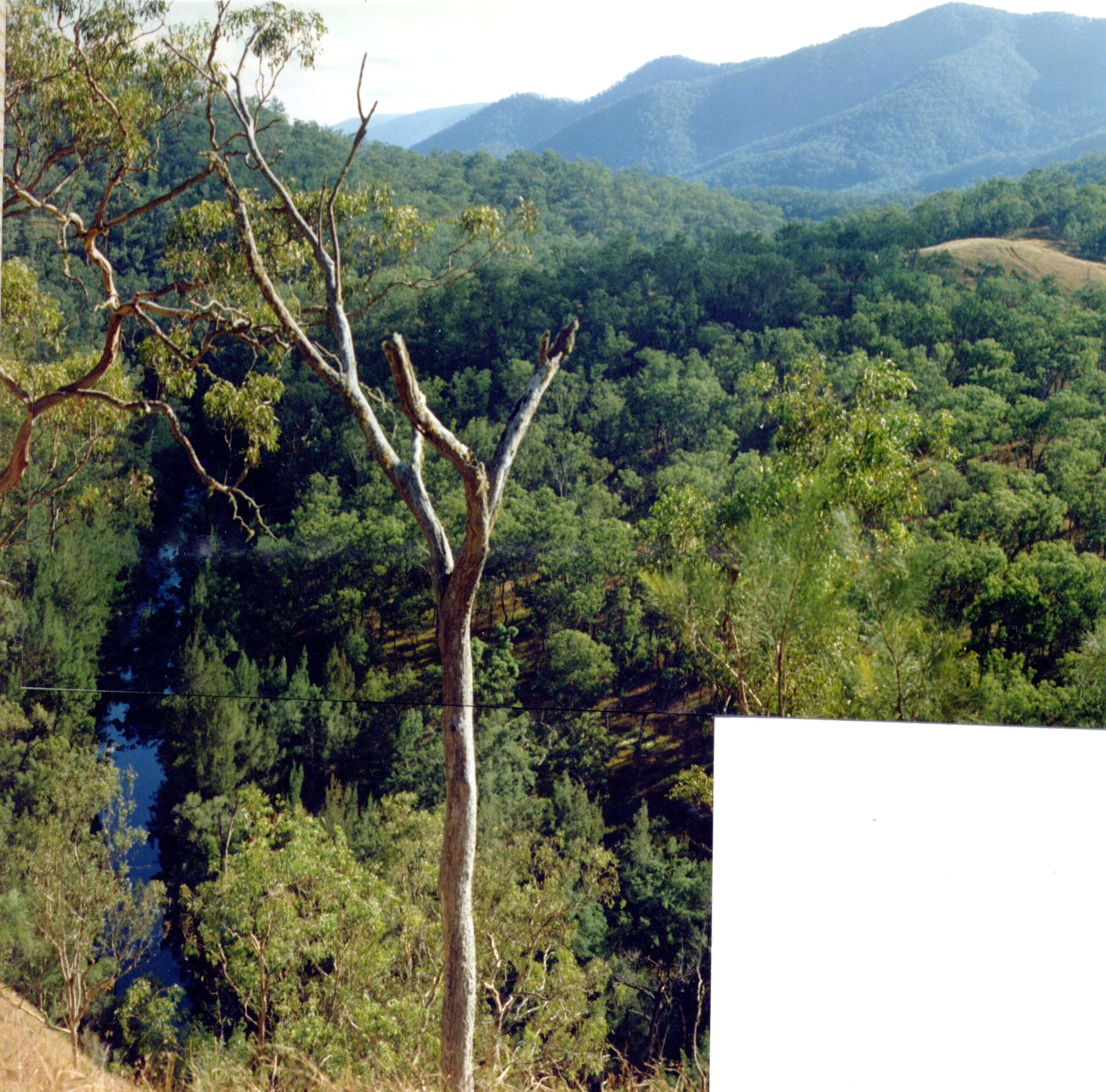
مسار بيسينتينيال الوطني غير المكتمل على طول كيندرانج بروك، في حديقة أوكسلي وايلد ريفرز الوطنية في أستراليا.

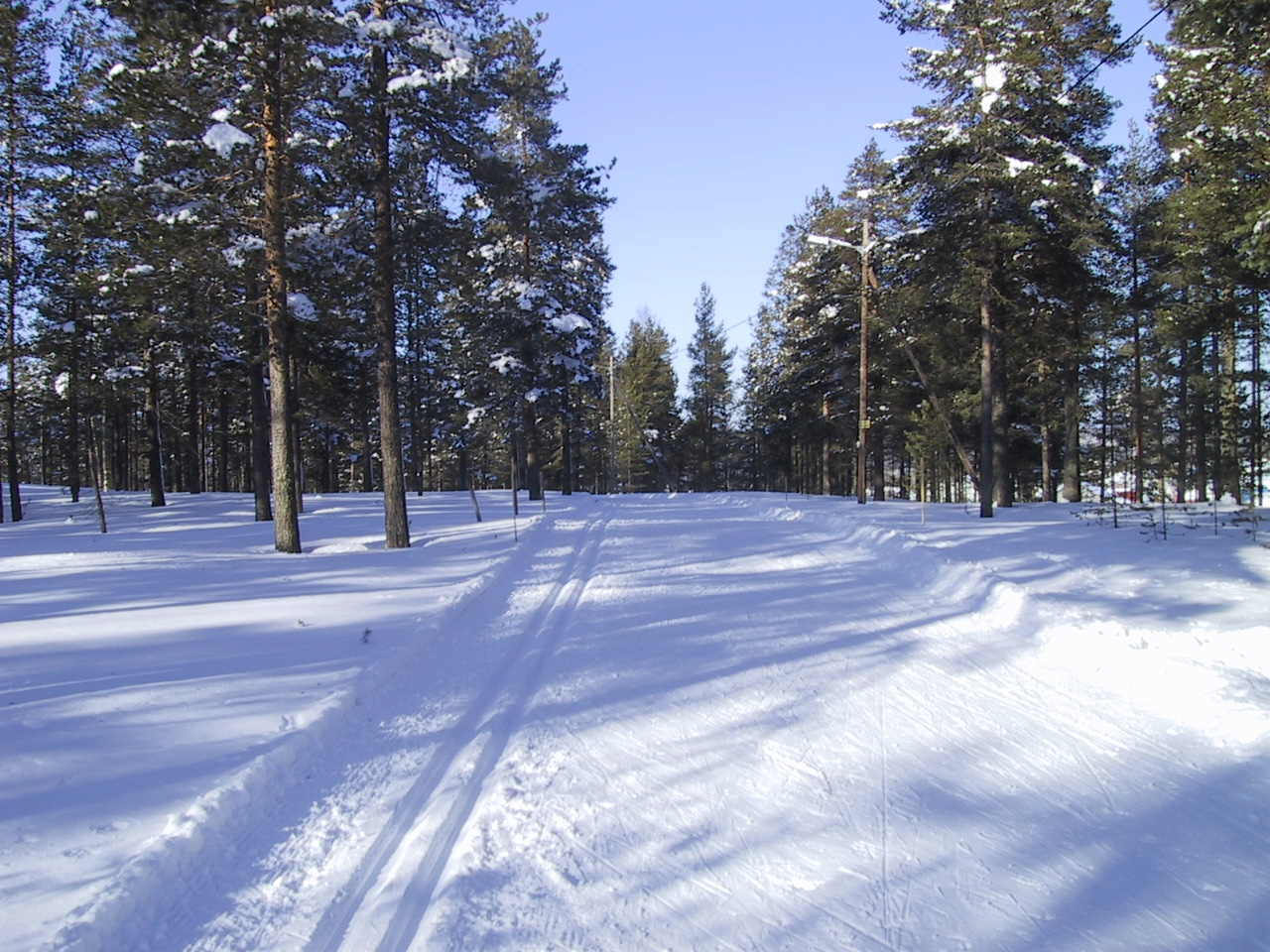
مسارات تزلج مجهزة للاستخدام في التزلج الريفي.

لا تزال استخدامات المسارات في ركوب الخيل وغيرها من رياضات الفروسية نشاطًا رائجًا لدى العديد من مستخدمي المسارات. تستطيع الخيول السير على مسار ترابي أكثر انحدارًا، مثلاً، عن قدرتها على السير على مسار من الحصى. وعادةً ما تستطيع الخيول السير على نفس درجات الانحدار مثل المتنزهين لمسافات طويلة، ولكن ليس دومًا، بالرغم من قدرتها على تخطي العقبات الموجودة في الطريق بسهولة أكبر، مثل جذوع الأشجار.
يعد مسار بيسينتينيال الوطني (BNT) في أستراليا أطول مسار متعدد الاستخدامات عليه علامات في العالم؛ حيث يمتد مسافة 5330 كيلومتر من كوكتاون، كوينزلاند وعبر نيوساوث ويلز إلى هيلزفيل، فيكتوريا. ويمتد هذا المسار على طول سلاسل جبال غريت ديفايدينغ الوعرة ويمر خلال حدائق وطنية وملكية خاصة وفي محاذاة مناطق برية وكان أحد الأهداف إنشاء مسار يربط بين مسارات الخيول البرية وطرق تجميع الماشية ومسالك القطعان على طول سلاسل جبال غريت ديفايدينغ، وبهذا تسنح الفرصة للمرور عبر مسالك مربيي الماشية وسائقي الماشية بشكل قانوني متى سافرت عبر هذه المناطق بواسطة خيول نقل. ويتيح هذا المسار إمكانية الوصول إلى بعض أكثر المناطق البرية والبعيدة في العالم. ومسار بيسينتينيال الوطني مناسب لراكبي الخيول والعدائين مشيًا للحفاظ على اللياقة البدنية وراكبي الدراجات الجبلية المعتدين بأنفسهم.
في إطار نظام تصنيف المسارات الوطنية في الولايات المتحدة، تتضمن مسارات ركوب الخيل ممرات ركوب الخيل النهارية البسيطة وغيرها من الممرات المبنية لتتسع للقوافل الطويلة من حيوانات النقل في الرحلات التي تدوم لعدة أيام. وتشتمل معايير تصميم المسار لهذه الاستخدامات على مواد وعرض قاعدة المسار وعرض فسحة المسار وارتفاع فسحة المسار والوصول إلى الماء المناسب لاستخدام الماشية (ليس للبشر) وخط سير المسار.

### التزلج الريفي
في التزلج الريفي، يشير المسار (يسمى أيضًا «حلبة السباق» أو «سفح التزلج») إلى الأخاديد المتوازية المحفورة في الثلج، واحدًا لكل مزلج.

### مسارات المركبات
ما زال استخدام مسار المركبات شائعًا للغاية لدى بعض الناس. وفي الحقيقة، فإن هذه المصطلحات مركبة خارج الطرق (ORV) ومركبة الدفع الرباعي والمركبات الصالحة لكل الطرق وغيرها لها معانٍ محددة للغاية. في الولايات المتحدة، تحظى هذه المجموعة من الأفراد بضغط سياسي قوي جدًا. وقد أصدر برنامج المسارات الترفيهية المعرّف على أنه جزء من قانون الكفاءة للنقل السطحي المتعدد النماذج (ISTEA/[invalid input: 'icon']ˌaɪsˈtiː/) لعام 1991 أمرًا يُلزم فيه الولايات باستخدام 30 في المئة كحد أدنى من هذه التمويلات في استخدامات مسارات المركبات.

### المسارات في المناطق الحضرية والضواحي

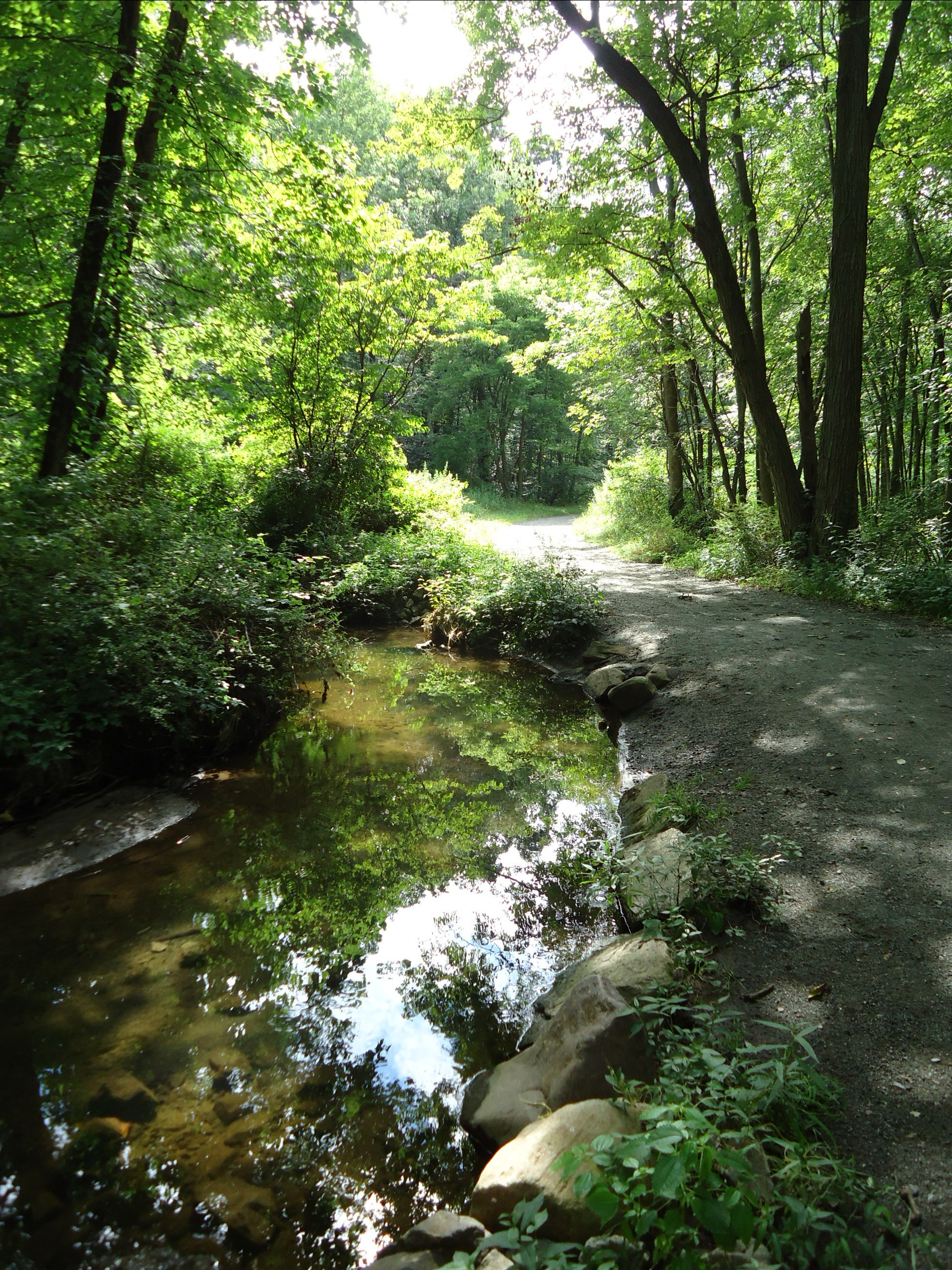
مسار مشترك للخيل والمشي لمسافات طويلة في إحدى ضواحي مدينة نيويورك.

على الرغم من استدعاء مصطلح المسار إلى الذاكرة صورًا لطرق ممهدة جيدًا في محيط غابي، فقد بات شيئًا فشيئًا يشير إلى أي نوع من طرق النقل المصممة لحركة السير لغير المركبات. على سبيل المثال، يجتاح شمال أمريكا، وخاصةً في المنطقة الشمالية الشرقية الحضرية موجة من تحويل خطوط السكك الحديدية المهجورة إلى مسارات السكك الحديدية. ومن أمثلة ذلك مسار السكك الحديدية أشويلتيكوك في مقاطعة بيركشاير ومسار السكك الحديدية الشمالي في ولاية نيوهامشير. وبالرغم من أنه كان ممكنًا استخدام هذه الدروب الواسعة والممهدة عادةً كطرق بكل سهولة، فإن تركيزها على الاستخدام الترفيهي للمشاة وراكبي الدراجات هو ما ميزها لتكون مسارات.
في شمال أمريكا، حيث بدأ التمدد العمراني يجتاح حتى أكثر المجتمعات الريفية، يبذل المطورون العقاريون والقادة المحليون قصارى جهدهم لجعل مجتمعاتهم أكثر تشجيعًا على وسائل المواصلات غير المزودة بمحرك من خلال استخدام «مسارات» غير تقليدية للغاية. وقد أنشأت مؤسسة روبرت وود جونسون (Robert Wood Johnson Foundation) برنامج نمط نشط للحياة (حياة نشطة عبر تصاميم المدن) للعمل على تحسين القابلية للحياة في المجتمعات جزئيًا من خلال المسارات، بالمعنى التقليدي، كما تفعل منظمة أبر فالي تريلز أليانس (Upper Valley Trails Alliance) أو بالمعنى الأوسع، كما تفعل منظمة جراوند وورك سومرفيل (Groundwork Somerville).
إن أحد أنواع المسارات التي كانت منتشرة إلى حدٍ ما في فترة السبعينيات والثمانينيات من القرن العشرين، ولكنها باتت أقل انتشارًا الآن، هي مسار التمارين الرياضية (المعروف أيضًا باسم مضمار الألعاب الرياضية)، حيث يجمع بين محطات الركض والتمارين الرياضية.
استخدم مصطلح المسار المطورون العقاريون والمخططون المدنيون للإشارة إلى مجموعة متنوعة من الطرق والطرق السريعة والجادات المرصوفة. ويُستخدم المصطلح بشكل استثنائي في مقاطعة ألبرتا، بكندا؛ حيث تسمى الطرق الحرة متعددة الحارات «مسارات».
بالرغم من أنها نادرة في الولايات المتحدة، فإن ممرات المشاة العامة في المملكة المتحدة غالبًا ما تمر عبر مناطق راقية حتى تضمن للمشاة حقوقهم القانونية في السير من طرق مختصرة بين الشوارع وتجنب الضوضاء ومخاطر الشوارع التي تسير فيها المركبات وتقليل الرغبة في المركبات واستخدامها.

## تصنيفات صعوبة المسار

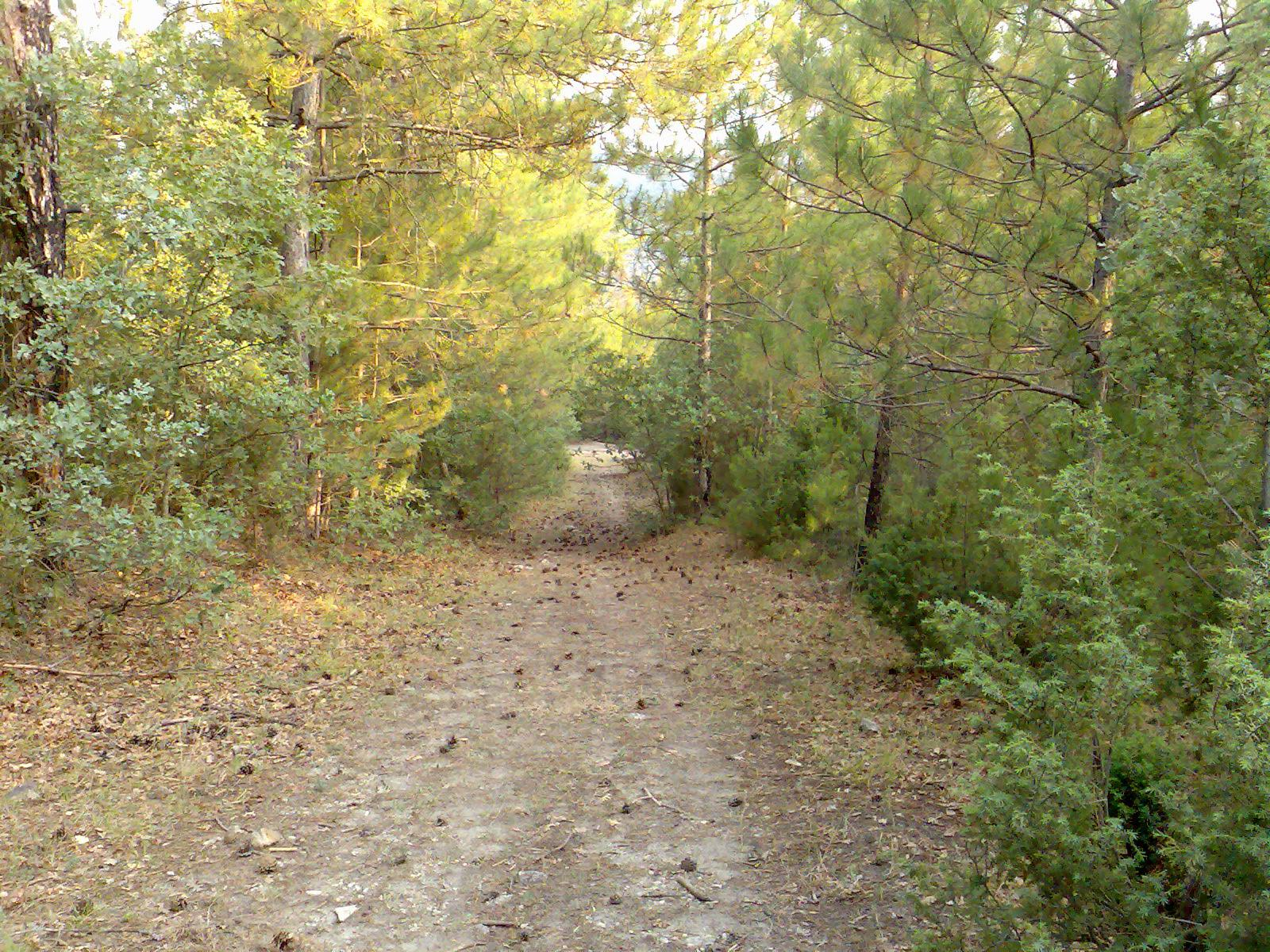
مسلك في غابة شمال غرب تركيا

تم استخدام رمز ملون بسيط لتصنيف درجة صعوبة مسار لأول مرة في مسارات التزلج، وبات يستخدم الآن في مسارات التزلج وركوب الدراجات وغيرها، وحتى في خطوط سلامة المطارات.
- دائرة خضراء - سهل
- مربع أزرق - متوسط
- معين أسود - صعب

يمكن استخدام أنظمة تصنيف أخرى في مواقع مختلفة.

## فصل المسارات
يشهد فصل المسارات، وهي عملية تصميم مسارات محددة على أن لها استخدامات معينة مفضلة أو حصرية، زيادة ملحوظة وتنوعًا. على سبيل المثال، المرافق المنفصلة للدراجات لا يقتصر استخدامها على الطرق المتاحة للمركبات فقط، ولكن أيضًا في أنظمة المسارات المتاحة لمستخدمي المسارات الأخرى. ويتم فصل بعض المسارات لاستخدام كل من راكبي الخيول والدراجات الجبلية، أو راكبي الخيول فقط، أو راكبي الدراجات الجبلية فقط. ويمكن تخصيص المسارات المصممة في «المناطق البرية» لاستخدامها بدون وسائل آلية (وبذلك يسمح بالسفر بحقيبة على الظهر فقط وركوب الخيول، ولكن يمنع ركوب الدراجات الجبلية والمركبات).
كثيرًا ما يصحب فصل المسار لاستخدام معين حظر أداء هذا الاستخدام في المسارات الأخرى الموجودة في نفس نظام المسار.
يمكن دعم فصل المسارات عن طريق وضع إشارات وعلامات وتصميم المسار وبنائه (وخصوصًا اختيار المواد المستخدمة في تشييد موطئ الدعس)، وعن طريق الفصل بين مواطئ الدعس المتوازية. ويمكن تحقيق الفصل من خلال حواجز «طبيعية»، بما فيها المسافات الفاصلة والخنادق والضفاف والتدرجات والنباتات، ومن خلال الحواجز «الصناعية»، بما فيها التسييج والرصيف والجدران.
إن عكس الاستخدام المنفصل هو الاستخدام المشترك. ويمكن تحقيق الاستخدام المشترك عن طريق المشاركة في حق استخدام المسار، ولكن مع الحفاظ على فصله، وفي بعض الأحيان الحفاظ أيضًا على فصل مواطئ الدعس. وينتشر هذا الأمر في مسارات السكك الحديدية. ويمكن أن يشير الاستخدام المشترك أيضًا إلى تناوب الترتيبات اليومية؛ حيث يتم تخصيص استخدامين للمسار من خلال السماح بهما على أساس تناوب الأيام. ويعد هذا شائعًا بكثرة في مسارات المسافات الطويلة التي يشترك فيها راكبو الخيول والدراجات الجبلية؛ حيث تتشابه احتياجات هاتين الفئتين في المسارات، ولكنهما قد يصطدمان ببعضهما البعض في المسارات الصعبة.

## إدارة المسارات
في عام 1968، أنشأت الولايات المتحدة نظام المسارات الوطنية الذي يتضمن مسارات المناظر الطبيعية الوطنية والمسارات التاريخية الوطنية والمسارات الترفيهية الوطنية.
وتولت هيئة إدارة الأراضي المسؤولة عن المسار كتابة وتنفيذ القواعد واللوائح. وقد تكون إدارة المسار محصورة بالكامل في هيئة واحدة (مثلاً، حديقة وطنية) أو يمكن أن تشترك فيها العديد من الهيئات، وهو ما يفضي إلى مجموعة من اللوائح المسببة للارتباك؛ حيث يتم السماح للكلاب أو الدراجات الجبلية بالسير في جزء من المسار ولا يكون مسموحًا لها في جزء آخر أو يلزم الحصول على تصاريح المناطق البرية لاستخدام جزء من المسار ولكن ليس في كل أجزائه.
تتضمن الهيئات المسؤولة عن إدارة المسارات في الولايات المتحدة خدمة المتنزهات الوطنية وخدمة الغابات الأمريكية ومكتب إدارة الأراضي ونظام المتنزهات الوطنية ومتنزهات المقاطعة والمدن والمنظمات الخاصة، مثل صناديق إدارة الأراضي والشركات وأصحاب الملكية الفردية.
غالبًا ما يستدعي قيام إحدى الهيئات ببناء مسار جديد إجراء تقييم لتحديد تأثيره البيئي وتوافقه مع قوانين الولاية أو القوانين الفيدرالية. على سبيل المثال، ينبغي في كاليفورنيا أن تخضع المسارات الجديدة لمراجعات محددة من خلال قانون الجودة البيئية في كاليفورنيا (CEQA).
في المملكة المتحدة، تتسم العديد من المسارات وممرات المشاة بأنها تاريخية ومحمية بموجب القانون مثل حق المرور. وفي أيرلندا، تنظم مؤسسة Keep Ireland Open حملة للدفاع عن حقوق مماثلة.

## بناء المسارات

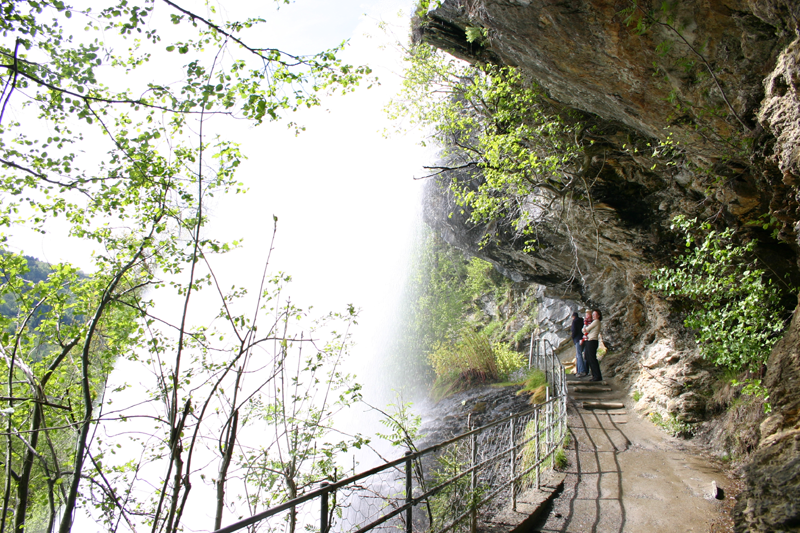
مسار مشيد تحت شلال ستينسالسفوسين (Steinsdalsfossen)، النرويج.

بينما نشأت العديد من المسارات من خلال الاستخدام العادي، فإن تصميم وبناء مسار جيد عملية معقدة تتطلب مهارات معينة.
عندما يمر مسار عبر منطقة مسطحة ليست رطبة، فإن جل المطلوب هو إزالة الشجيرات وفروع الأشجار والشجيرات التحتية لإنشاء مسار سالك ومناسب للمشي فيه. وعندما يتقاطع المسار مع تدفقات مائية، ربما يلزم إقامة جسور أو لا، وهو ما يتقرر بناءً على حجم التدفق المائي وعمق ضفافه. وقد يكون من الضروري في المناطق المائية إنشاء طريق مسار مرتفع بالردم أو عن طريق بناء ممشى خشبي. وإحدى المشكلات المتعلقة بالمماشي الخشبية هي أنها تتطلب الصيانة والإبدال المتكرر - غالبًا ما تكون الألواح التي في حالة سيئة زلقة وخطرة.

### المسارات المشيدة على المنحدرات
من الأخطاء الشائعة التي تقع عند بناء المسارات هو إنشاؤها على منحدرات شديدة الانحدار؛ مما يجعلها تؤثر على راحة المستخدمين والبيئة. وتتسبب مثل هذه المسارات المنحدرة في حدوث تعرية خطيرة واتساع رقعة المنطقة المغمورة حيث يتوجه المارون إلى الجوانب للعثور على موطئ قدم أفضل، وكذلك عدم قدرة العديد من المتنزهين سيرًا على الأقدام على المشي على المسار. وينبغي تحديد درجة انحدار المسار بناءً على تقييم محدد لتربة وجيولوجيا الموقع وأنماط التصريف في المنحدر وأنواع النباتات المحيطة وموقع جزء محدد من المسار على المنحدر (أسفل المنحدر، الوسط، القمة) والمعدل المتوسط لهطول الأمطار وشدة العواصف وأنواع الاستخدامات وحجم وكثافة الاستخدام ومجموعة العوامل الأخرى المؤثرة على قدرة الطبقة التحتية للمسار على مقاومة التعرية وتوفير سطح صالح لمرور حركة الملاحة من تحته. ويمكن أن تستخدم المسارات التي تعلو منحدرات شديدة التعرجات الحادة (تسمى أيضًا الانعطافات الحادة)، ولكن تصميم وبناء تعرج حاد مسألة متخصصة تحتاج لاهتمام شديد.
إذا تم بناء المسار ليكون متاحًا لمرور الكراسي المتحركة المخصصة للسير في الطرق الوعرة، فلا ينبغي أن تزيد درجة الانحدار عن واحد من عشرة. وفي حال ما إذا كان مطلوبًا أن يكون المسار المرصوف متاحًا لمرور جميع أنواع الكراسي المتحركة، فينبغي أن تكون درجة الانحدار أكثر من واحد من أحد عشر، إلى جانب تراكيب شد المستوى الدورية.
لا بد أيضًا من الاهتمام بـ الانحدار الخارجي أو الانحدار الجانبي للمسار. والمقصود بذلك انحدار المسار من جانب لآخر، والذي لا ينبغي أن يزيد أبدًا عن واحد من أحد عشر. وتتعرض المسارات منحدرة الجانب لعملية الحت السيلي. وهكذا، فمن المثالي أن يكون موطئ الدعس في المسار مستويًا تقريبًا في المقطع العرضي.
غالبًا ما يتطلب الوصول إلى الانحدار المناسب في الأراضي شديدة التحدر حفر المسار في جانب التل. وهذا عبارة عن طريق مسار يشيد من خلال إنشاء خط انحدار مناسب عبر جانب التل، ثم الحفر بواسطة المعول أو أداة مماثلة لتشييد المسار. وقد يكون المسار ذي مسطاح كامل؛ حيث يكون طريق موطئ الدعس على سطح الأرض الصلبة فقط بعد إزالة التراب الفوقي والطرح الجانبي (إلقاء أنقاض الحفر على الجانب) أو مسار ذو نصف مسطاح؛ حيث يزال التراب ويكدس على الجانب بحيث يكون نصف طريق موطئ الدعس على الأرض القديمة الصلبة ونصفه على الردم المحشو حديثًا. وفي المناطق القريبة من تصريف المياه والجداول المائية وغيرها من المجاري المائية، ينبغي نقل أنقاض الحفر إلى مدفن فضلات (نقلها بكميات كبيرة وإلقاؤها في منطقة معتدلة الجو). أما بالنسبة للمناطق التي توجد بها مشكلات، فقد يكون ضروريًا إقامة المسار بالكامل على ردم. وفي الحالات التي يستخدم فيها الردم، لا بد من تكديسه بصلابة وإعادة زيارة الموقع بانتظام لإضافة المزيد من الردم وإعادة تكديسه حتى يصبح ثابتًا تمامًا.

### تصريف المياه

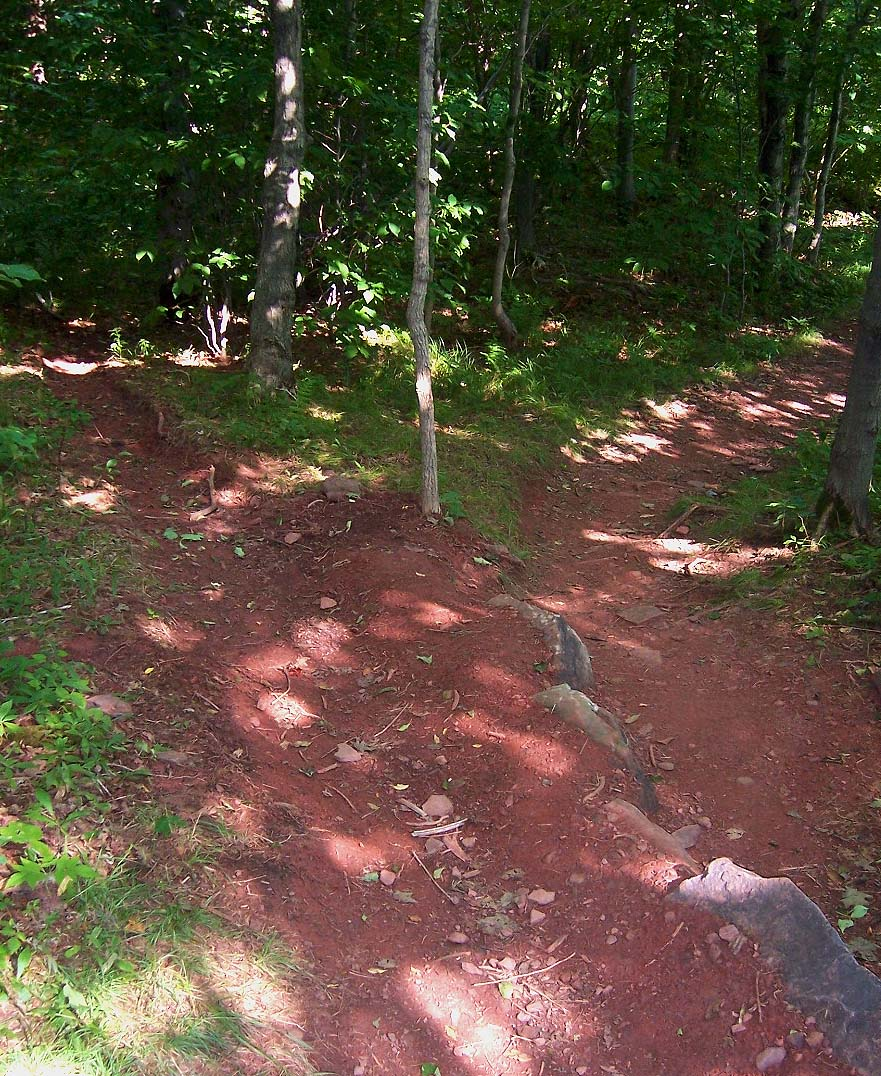
حاجز مائي في جبال كاتسكيل بنيويورك. يتفرع المسار جهة اليمين وقناة التصريف جهة اليسار.

إن تصريف المياه أحد العوامل المهمة للغاية والتي غالبًا ما يتم إهمالها في عملية بناء المسار. وتوجد ثلاثة أنواع من مشكلات التصريف العامة في المسارات. المشكلة الأولى هي تجمع المياه لدرجة تجعل المسار غير صالح للاستخدام. والمشكلة الثانية هي حدوث تعرية للتربة نتيجة تدفق الماء على المسار. أما المشكلة الثالثة فهي ظهور بقاع طينية على المسار.
تنتشر مشكلة التصريف من النوع الأول في مناطق مثل شمال البلاد. وفي مثل هذه المناطق، من الضروري في معظم الأحيان أن يتم بناء ممر مرفوع. ويتم ذلك عن طريق قطع أعمدة من الأشجار وتوتيد الأعمدة المتوازية في أماكنها على الأرض، ثم سد الفراغات فيما بينها بأي مادة متوفرة لتشييد الممر المرفوع. ولا بد من الاحتفاظ بخيار إنشاء ممشى سطح المسار الذي يتطلب دقة وعناية أكثر للامتدادات الأقصر في المناطق ذات كثافة السير العالية جدًا.
تنتج المشكلة الثانية عن كون المسارات، بطبيعتها، تميل إلى أن تصبح قنوات تصريف وفي النهاية أخاديد إذا لم يتم التحكم في التصريف كما ينبغي. وعندما يكون المسار بالقرب من قمة التل أو الجبل، فعادةً ما تكون هذه المشكلة بسيطة، ولكن يزداد حجم المشكلة كلما كان المسار لأسفل.
في المناطق ذات تدفق الماء الغزير على طول المسار، قد يكون من الضروري حفر قناة تصريف على الجانب المرتفع للمسار مع نقاط تصريف عبر المسار. وربما يتم التصريف المستعرض عن طريق البرابخ التي ينبغي تنظيفها كل نصف سنة، أو القنوات المتقاطعة، والتي تشيد غالبًا من خلال وضع جذوع الأشجار أو الأشجار المقطوعة بشكل متعامد مع المسار وفي اتجاه مائل، تسمى "عوائق عالية" أو "الرجال الأموات" أو "الحواجز المائية. جدير بالذكر أن استخدام الأشجار المقطوعة أو الصخور في هذا الغرض ينشئ حواجز ضد التعرية. وقد يساعد رصف أسفل هذه القنوات وقنوات التصريف الموجودة جانب المسار بالأحجار في الحفاظ على ثبات المسارات. ولا بد من إقامة حواجز مائية، بمصرف أو بدونه، على نقاط تدفق المياه الرئيسية في المسار أو على طوله، هذا إلى جانب، إذا أمكن، قنوات التصريف الحالية الموجودة أسفل المسار. وهناك طريقة مهمة أخرى هي إنشاء منخفضات متدرجة أو منخفضات تصريف؛ وهي عبارة عن نقاط في المسار حيث تنحدر قليلاً (مسافة متر تقريبًا) ثم ترتفع ثانيةً. وتمثل هذه المنخفضات نقاط تصريف جيدة لا يمكن أن تسدها الأنقاض أبدًا.
قد تظهر المشكلة الثالثة في كل من المنخفضات والمرتفعات والعديد من البقاع الأخرى. فربما يكون موضعًا في المسار أو امتدادًا قصيرًا مبللاً لفترة طويلة. وهكذا، إذا لم يكن المسار مشيدًا على صخرة بشكل مباشر، فستتكون حفرة طينية. ويتوجه مستخدمو المسار إلى الجوانب لتجنب الحفرة الطينية، ومن ثم، يتسع المسار وأحيانًا يكون اتساعه غريب الشكل. وإذا أمكن في هذه الحالة تصحيح التصريف، فلا بد من القيام بذلك. ومن الخيارات الشائعة في حالة عدم القدرة على تصريف الماء من الموقع بفاعلية استخدام طريقة «جذوع الأشجار المرصوفة بالعرض». ويمكن أن تتراوح هذه الطريقة من وضع عصيان بشكل عشوائي عبر الممر إلى وضع جذوع الأشجار المقسومة عبر الممر. وقد كانت بعض الطرق الرئيسية القديمة في الولايات المتحدة مبنية برصف جذوع الأشجار بالعرض، وما زال من الممكن العثور عليها في مناطق الغابات في دول العالم الثالث. وينتشر في المسارات الترفيهية قطع العصيان التي ربما يتراوح سمكها من واحد إلى ثلاث بوصات وتثبيتها جانب بعضها البعض إلى أقصى قدر ممكن. وأحيانًا، قد يكون إقامة جسر قصير حلاً ملائمًا أكثر.

### المعابر المائية
لاستخدام المشاة، يفضل إقامة جسور عبور المشاة. والخيارات الأخرى هي البرابخ وأحجار العبور والمخاضات الضحلة. ولاستخدامات ركوب الخيل، قد تكون المخاضات الضحلة هي المفضلة.

### عرض المسار
يتكون عرض المسار من عنصرين رئيسيين: عرض قاعدة المسار أو موطئ القدم وعرض المساحة الفارغة في كلا جانبي المسار، كما في قطوع المنحدرات الشديدة والأنفاق وعبر النباتات. ومن أشكال عرض المسارات المختلفة مسارات الممر المفرد والممر المزدوج.

### المسارات متعددة الاستخدامات
غالبًا ما تكون المسارات المخصصة للدراجات والكراسي المتحركة والخيول والمشاة ذات سطح مستوٍ، وخاصةً في المناطق الحضرية أو المستخدمة بكثرة. وتُستخدم مجموعة متنوعة من مواد تغطية السطح، بما فيها أسفلت الرصف والتراب المضغوط، مثل: دقائق كسر الصخور أو مخلفات الفحم المحترق أو الجرانيت المتحلل. وسيصاحب مثل هذه المسارات جسورًا قوية ومتينة مع أرضية مدعومة وحواجز جانبية.
لقد بُذلت جهود حثيثة لتحويل درج السكك الحديدية المهجورة إلى ممرات للدراجات أو ممرات متعددة الاستخدامات. وأطلق على عملية التحويل هذه مصطلح «تحويل خطوط السكك الحديدية إلى مسارات». أما خطوط السكك الحديدية المستخدمة والمجاورة للمسارات فهي ممرات القطارات والمسارات المشتركة.

### الإشارات

الرموز الأكثر استخدامًا في علامات تعريف المسار

بالنسبة للمسارات طويلة المسافة أو المسارات التي يحتمل أن يسلك فيها أي شخص منعطفًا خاطئًا، لا بد من وضع إشارات أو علامات تعريف. ويمكن تحقيق ذلك إما من خلال الرسم على الأسطح الطبيعية أو تثبيت لوحات معدة مسبقًا. وتعتبر العلامات على شكل حدوة حصان جيدة لمسارات الفروسية. ويوجد في مسار الأبالاش علامات تعريف ذات مستطيلات بيضاء اللون. وغالبًا ما يُستخدم اللون الأزرق في الإشارة إلى المسارات الجانبية. وتوسم مسارات المشي الأوروبية بنقاط صفراء محاطة باللون الأحمر. ومع ذلك، فإن هناك مسارات مشي أخرى في الدول الأوروبية تكون موسومة بطرق أخرى متنوعة.

### صيانة المسارات
تتطلب مسارات الممر المفرد ذات السطح الطبيعي صيانة مستمرة. ومع ذلك، إذا كان تصميم المسار وطريقة بنائه جيدة، فينبغي تقنين عملية الصيانة إلى إزالة الأشجار الملقاة على الأرض وتقليم الشجيرات وتنظيف مصارف المياه. وبناءً على المكان وما إذا كان المسار مصممًا جيدًا، فليست هناك ضرورة لتكرار الأعمال الرئيسية، مثل التسوية وجهود مكافحة التعرية. ومع ذلك، فإن المسارات الجبلية التي تطل على شلالات مهمة وعبور أشخاص قد تتطلب القيام بأعمال «تقوية المسار» لمنع حدوث المزيد من التعرية. إن معظم درج الصخور الذي يبدو طبيعيًا على المسارات الجبلية في شمال شرق الولايات المتحدة، هو في الحقيقة أعمال فرق محترفة ومتطوعة لبناء المسارات.

## معرض الصور

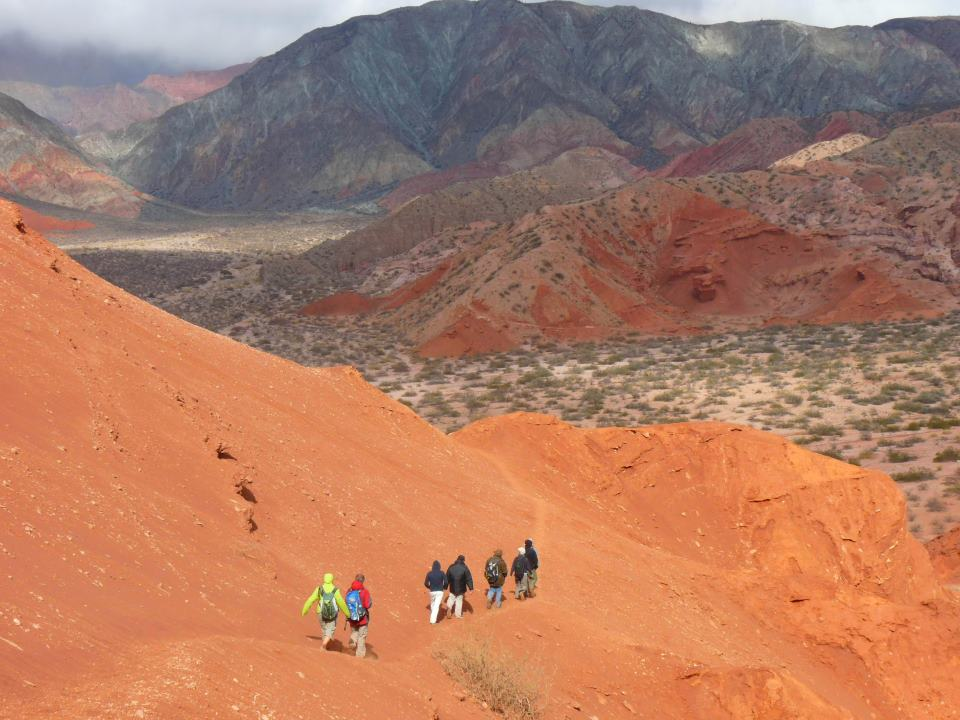
مسار في سالتا، الأرجنتين
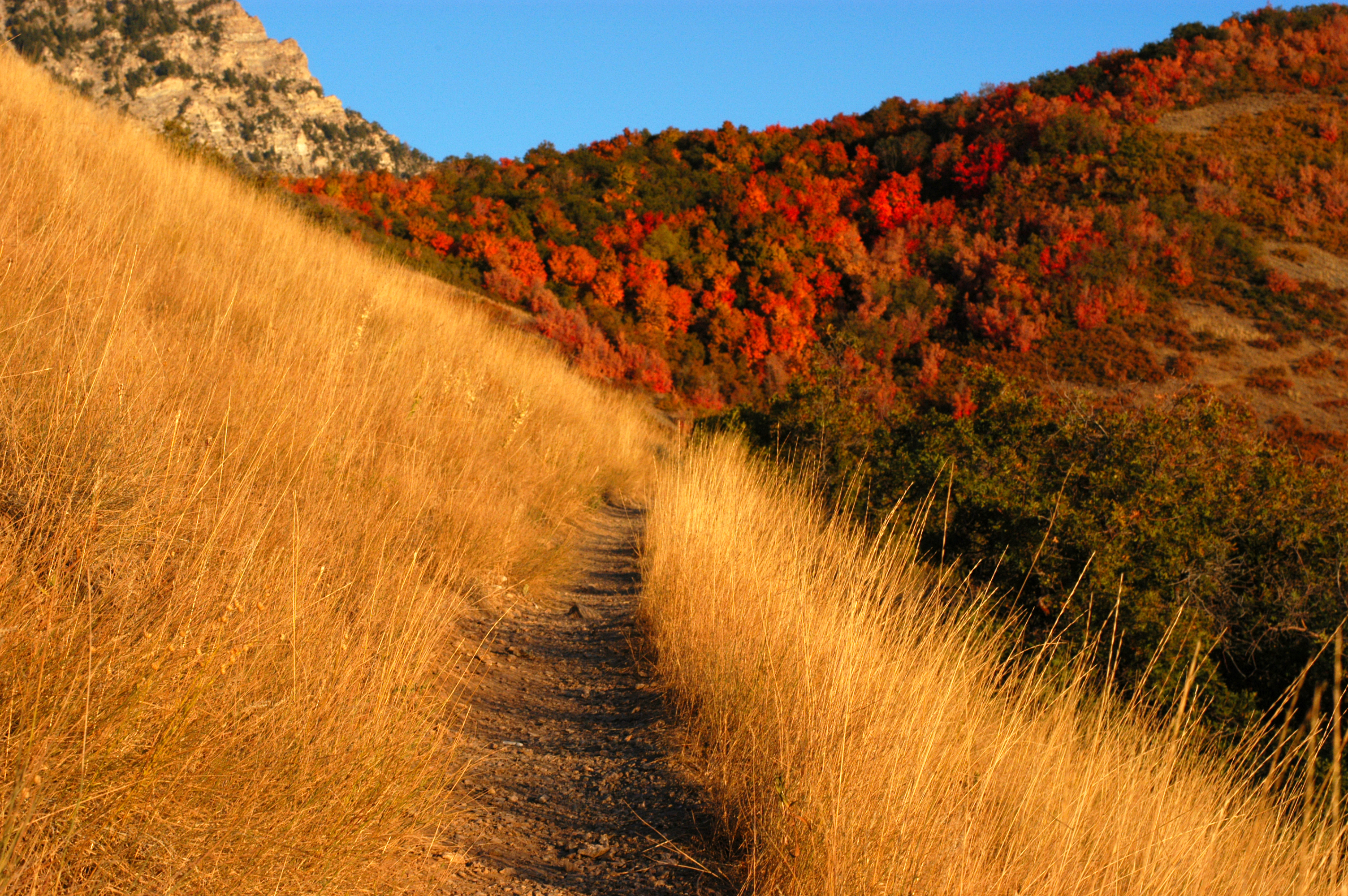
مسار جبلي في فصل الخريف في بروفو، ولاية يوتا
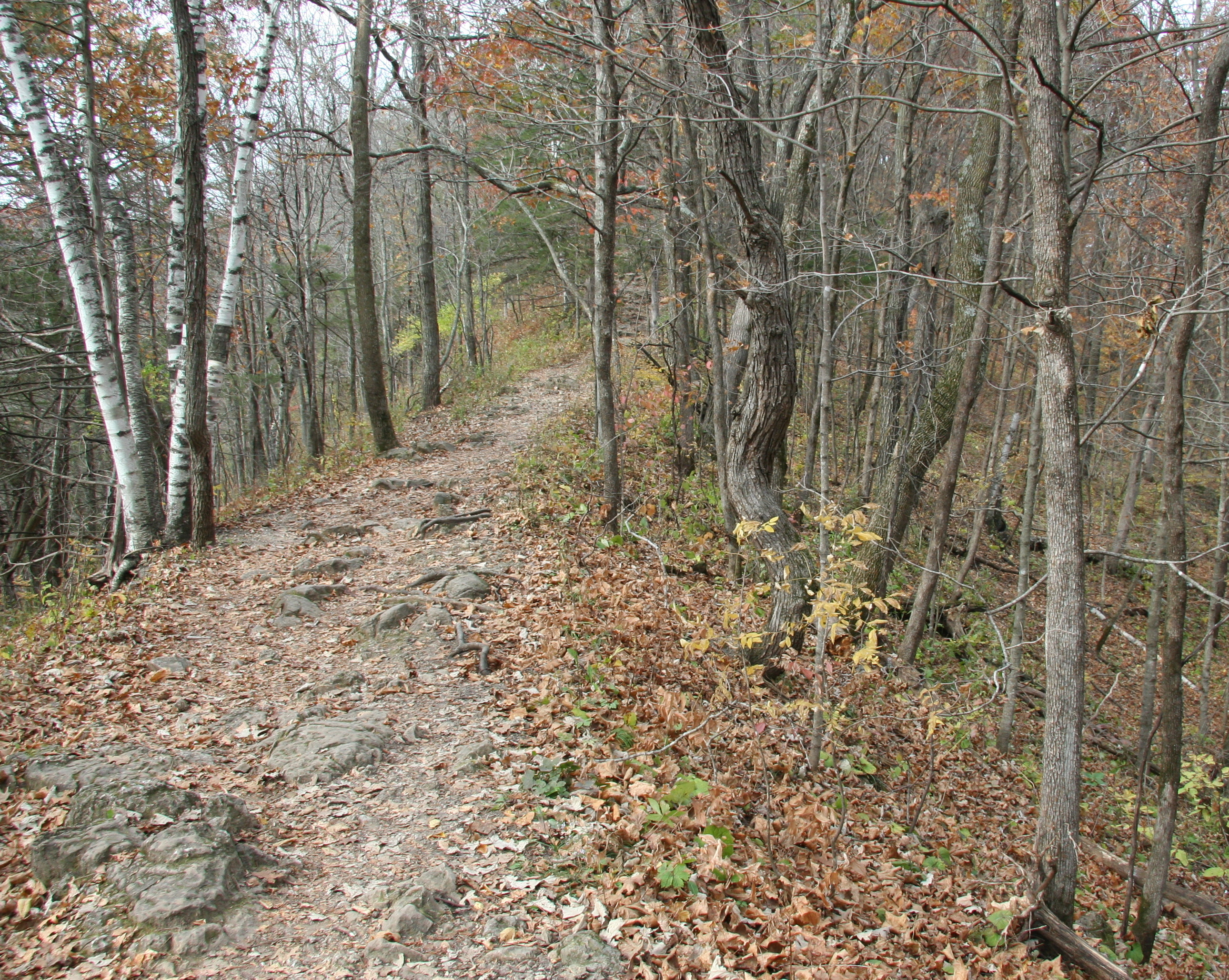
مسار المشي لمسافات طويلة في الخريف
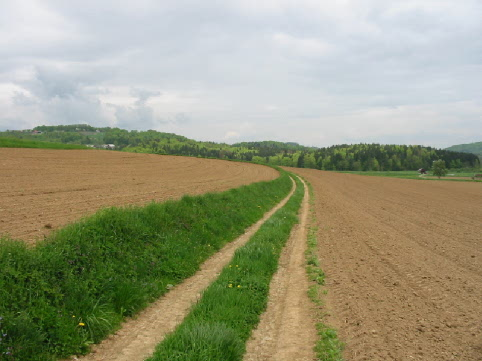
مسار ريفي أو طريق زراعي، في سلوفينيا
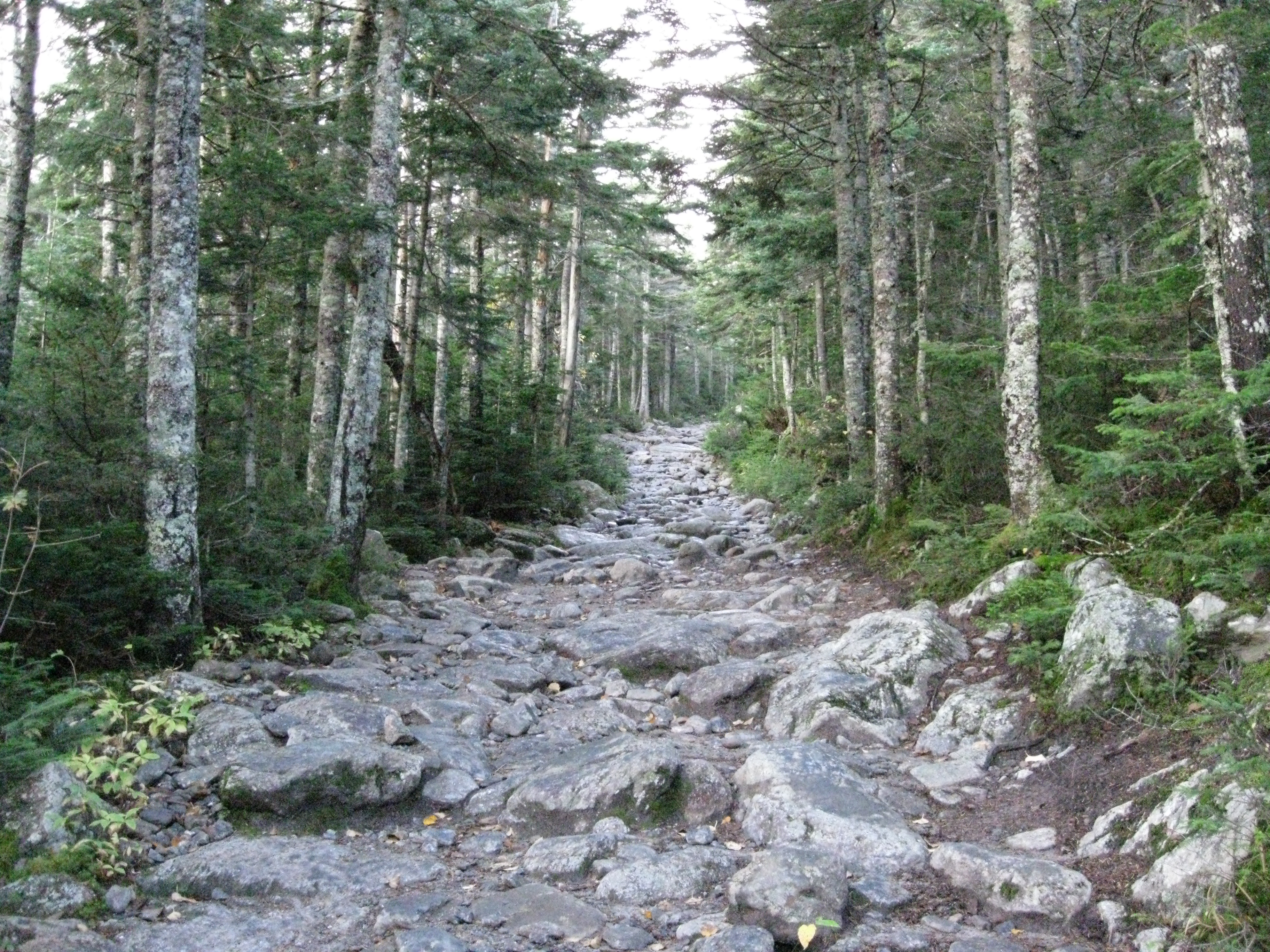
مسار وادي تاكرمان في جبل واشنطن (ولاية نيوهامشير)

## وصلات خارجية
- AdventureSeed Trail Wiki - خريطة تفاعلية لمسارات المشي لمسافات طويلة وركوب الدراجات الجبلية والسفر بحقيبة على الظهر فقط
- Earthgoers - دليل مسارات مساهم به أعضاء للمشي لمسافات طويلة وركوب الدراجات ورياضة ركوب الخيل والتزلج بالقبقاب الثلجي والتزلج الريفي
- TrailFu.com - Mountain Biking Trail Resources - معلومات عن المسارات المخصصة للدراجات الجبلية
- Walking Route Planner - مخطط طريق المشي في المسارات
- Peak to Peak Trail and Wilderness Links - دليل فهارس يدوية لمئات المواقع الإلكترونية عن المشي لمسافات طويلة والسفر بحقيبة على الظهر فقط والتمشية والمسارات والبرية من جميع أنحاء العالم.
- Slackpacker.com - مصمم لتوفير إمكانية وصول سهلة للمواقع الإلكترونية التي تتضمن خرائط مسارات المشي لمسافات طويلة والسفر بحقيبة الظهر فقط، والأوصاف والمجلات وتقارير الرحلات والصور الفوتوغرافية
- TrailGuru - مشروع مجتمعي مصمم لإنشاء قاعدة بيانات رقمية للمسارات التي تستخدم بيانات المواقع الجغرافية GPS